# رافي كيران
رافي كيران (1 فبراير 1991 في الهند - ) هو لاعب كريكت هندي.

## وصلات خارجية
- رافي كيران على موقع إي آس بي آن كريك إنفو (الإنجليزية)